# Dies irae (visual novel)
Dies irae (ディエス・イレ?, Diesu ire, lett. "Giorno d'ira") è una visual novel giapponese per adulti del 2007 pubblicata e sviluppata da Light. Altre due versioni del gioco sono state proposte rispettivamente nel 2009 e 2012. Un adattamento anime, prodotto da Genco e realizzato da A.C.G.T, ha iniziato la trasmissione televisiva in Giappone il 6 ottobre 2017.

## Trama
Berlino, seconda guerra mondiale. Il Longinus Dreizehn Orden, un gruppo di nazisti sovrumani, effettua un rituale usando come sacrifici le vite dei caduti in battaglia. Dopo la fine del conflitto, di loro non rimane traccia, ma secondo alcune dicerie si faranno rivedere prima o poi. Nel Giappone odierno Ren Fuji viene dismesso da un ospedale dopo essersi rimesso da una rissa col suo amico Shirō Yusa. È in quel momento che il Longinus Dreizehn Orden fa il suo ritorno.

## Modalità di gioco
La maggior parte del gameplay consiste nella lettura di storia e dialoghi, accompagnati dagli sprite dei personaggi che cambiano sulle immagini di sfondo rappresentanti l'ambientazione. In alcuni punti decisivi della storia, al giocatore viene anche data l'opportunità di influenzare il proseguimento del gioco compiendo una scelta tra le varie opzioni messe a sua disposizione.

## Altri media

### Anime
Un adattamento anime è stato finanziato tramite crowdfunding a luglio 2015 con 96 560 858 yen, ossia circa tre volte la cifra inizialmente richiesta. La produzione della serie televisiva è stata confermata a dicembre 2015 ed è stata affidata allo studio Genco con la sceneggiatura supervisionata dall'autore degli scenari originali del gioco, Takashi Masada, e la colonna sonora composta da Keiji Yonao. Diretta da Susumu Kudo presso A.C.G.T, la serie ha iniziato la messa in onda il 6 ottobre 2017. Le sigle di apertura e chiusura sono rispettivamente Kadenz di Yui Sakakibara e Opera (オペラ?) dei Phero Men (duo formato da Jun'ichi Suwabe e Kōsuke Toriumi). In tutto il mondo, ad eccezione dell'Asia, gli episodi sono stati trasmessi in streaming in simulcast, anche coi sottotitoli in lingua italiana, da Crunchyroll.

#### Episodi
| Nº | Titolo italiano Giapponese 「Kanji」 - Rōmaji                                        | In onda          | In onda |
| Nº | Titolo italiano Giapponese 「Kanji」 - Rōmaji                                        | Giapponese       |         |
| 0  | Alba 「黎明」 - Reimei                                                               | 6 ottobre 2017   |         |
| 1  | La ragazza del crepuscolo 「黄昏の少女」 - Tasogare no shōjo                         | 13 ottobre 2017  |         |
| 2  | Gli artigli e le zanne della bestia 「獣の爪牙」 - Kemono no sōga                    | 20 ottobre 2017  |         |
| 3  | La fine dell'incubo è l'inizio 「悪夢の終わりは始まり」 - Akumu no owari wa hajimari | 27 ottobre 2017  |         |
| 4  | Ragno 「蜘蛛」 - Kumo                                                                | 3 novembre 2017  |         |
| 5  | Ritrovo 「再会」 - Saikai                                                            | 10 novembre 2017 |         |
| 6  | La bestia d'oro 「黄金の獣」 - Ōgon no kemono                                        | 17 novembre 2017 |         |
| 7  | Svastica 「スワスチカ」 - Suwasuchika                                                | 24 novembre 2017 |         |
| 8  | Promessa 「約束」 - Yakusoku                                                         | 1º dicembre 2017 |         |
| 9  | Il peccato di una madre 「母の罪」 - Haha no tsumi                                   | 8 dicembre 2017  |         |
| 10 | Einherjar 「不死英雄」 - Einferia                                                    | 15 dicembre 2017 |         |
| 11 | Il gene dell'autodistruzione 「自滅因子」 - Jimetsu inshi                            | 22 dicembre 2017 |         |